# Iefremov
Pour les articles homonymes, voir Efremov.
Iefremov ou Efremov (en russe : Ефремов) est une ville de l'oblast de Toula, en Russie, et le centre administratif du raïon Iefremovski. Sa population s'élevait à 38 964 habitants en 2013.

## Géographie
Iefremov est arrosée par la rivière de Krassivaïa Metcha, un affluent du Don, et se trouve à 149 km au sud de Toula et à 291 km au sud de Moscou.

## Histoire
Iefremov est fondée en 1637 comme une forteresse pour la protection des frontières méridionales de l'Empire de Russie. Son nom dérive du prénom russe Iefrem — probablement celui du premier commandant de la forteresse. Mais la forteresse perd son importance militaire à la fin du XVIIe siècle. Iefremov reçoit le statut de ville en 1777. À partir des années 1930, la ville devient un centre important de l'industrie chimique, en particulier pour la fabrication de caoutchouc synthétique. Au cours de la Seconde Guerre mondiale, Iefremov est occupée par la Wehrmacht le 23 novembre 1941 et reprise par le Front sud-ouest de l'Armée rouge le 13 décembre 1941, au cours d'une contre-attaque en direction de Ielets.

## Population
Recensements (*) ou estimations de la population
| 1856  | 1897* | 1926* | 1939*  | 1959*  | 1970*  |
| ----- | ----- | ----- | ------ | ------ | ------ |
| 9 800 | 9 038 | 9 303 | 26 708 | 28 672 | 48 156 |

| 1979*  | 1989*  | 2002*  | 2010*  | 2012   | 2013   |
| ------ | ------ | ------ | ------ | ------ | ------ |
| 52 967 | 56 740 | 47 256 | 42 350 | 40 714 | 38 964 |

## Économie
Les principales entreprises de Iefremov sont :
- OAO Iefremovski Zavod Sintetitcheskogo Kaoutchouka (ОАО Ефремовский завод синтетического каучука). Cette usine est la première usine de l'Union soviétique à produire du caoutchouc synthétique, du butadiène, le 27 mai 1933, grâce aux travaux de Sergueï Vassilievitch Lebedev. Elle emploie 2 700 salariés.
- OAO Iefremovski Khimzavod (OАО "Ефремовский химзавод") : acide sulfurique, oléum.
- OAO Iefremovski Maslo-syrkombinat (ОАО "Ефремовский масло-сыркомбинат") : produits laitiers.